# Station Sragen
Sragen is een spoorwegstation in de Indonesische provincie Midden-Java.

## Bestemmingen
- Sancaka Pagi: naar Station Yogyakarta en Station Surabaya Gubeng
- Senja Kediri : naar Station Kediri en Station Jakarta Pasar Senen
- Brantas: naar Station Kediri en Station Jakarta Tanahabang
- Gaya Baru Malam Selatan: naar Station Surabaya Gubeng en Station Jakarta Kota
- Kahuripan: naar Station Kediri en Station Padalarang
- Logawa: naar Station Cilacap, Station Purwokerto en Station Jember
- Pasundan: naar Station Surabaya Gubeng en Station Bandung Kiaracondong
- Sri Tanjung: naar Station Yogya Lempuyangan en Station Banyuwangi Baru
- Feeder Kedungbanteng: naar Station Kedungbanteng en Station Solo Jebres